# Королевские регалии Швеции

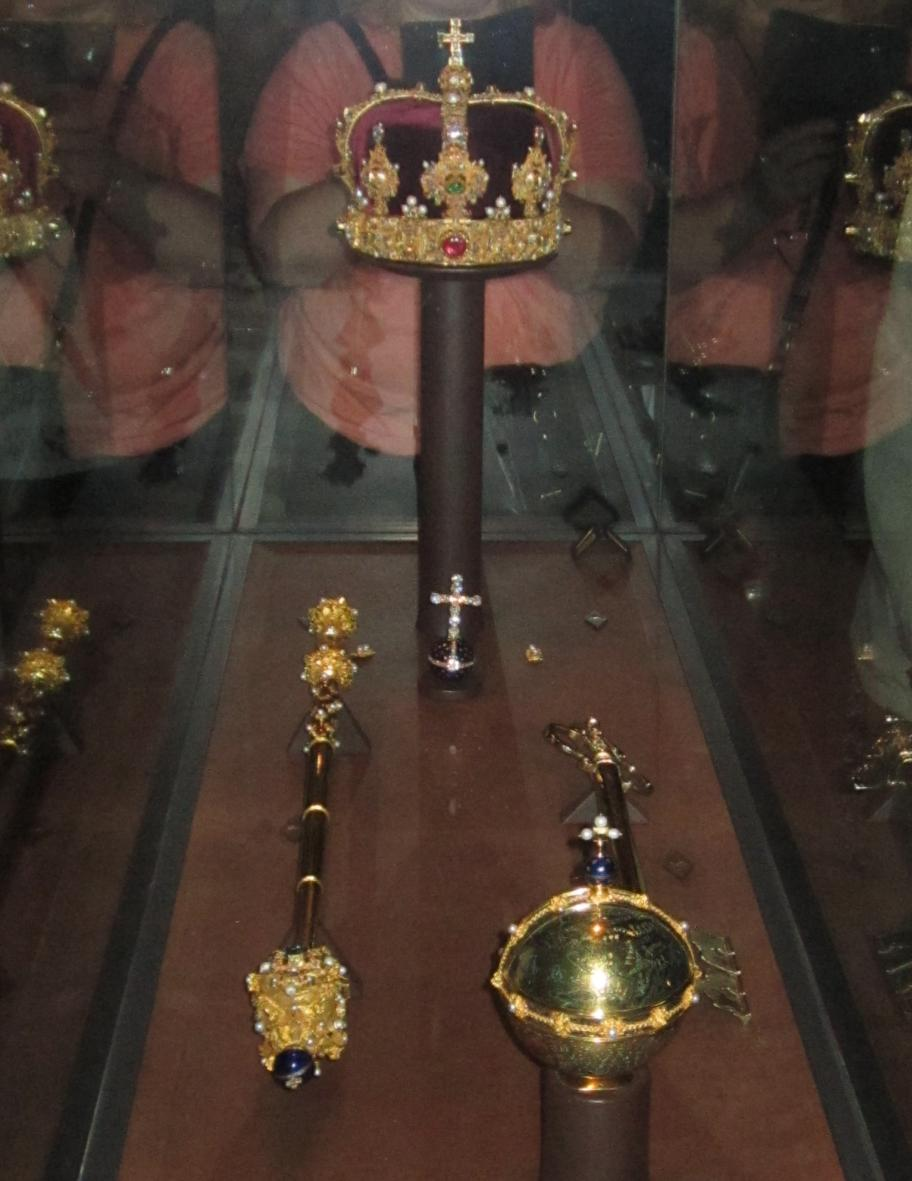
Корона, скипетр, ключ и держава короля Швеции выставленные в Королевской сокровищнице (2014).

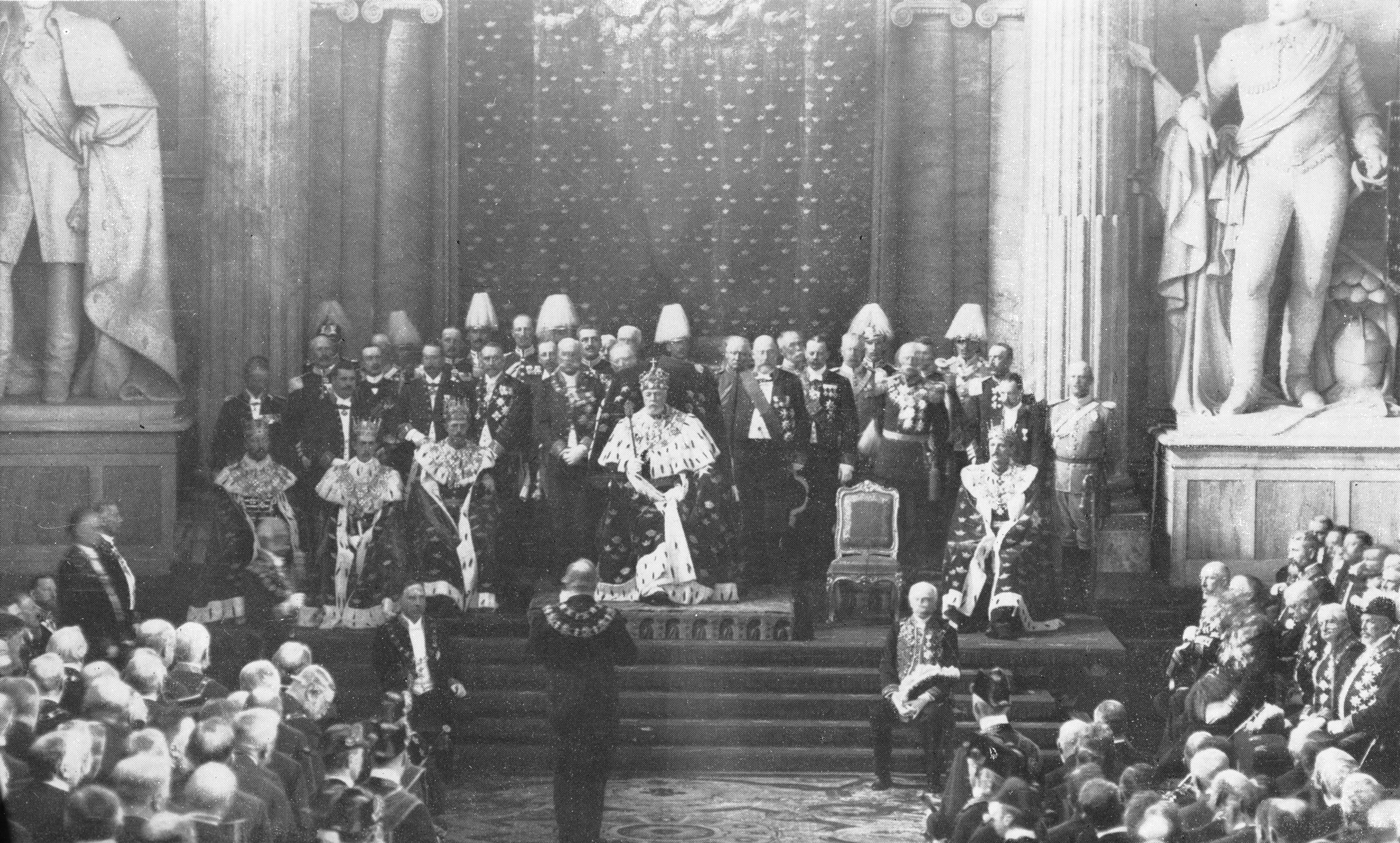
Короны на открытии риксдага 1905

Королевские регалии Швеции хранятся в
Королевской сокровищнице (швед. Skattkammaren) под Королевским дворцом в Стокгольме, в музее, открытом для публики. Шведские короли не носили короны с 1907 года, но их до сих пор демонстрируют на свадьбах, крестинах и похоронах.
До 1907 года короны вместе с коронационными мантиями носили король и принцы во время коронации монарха, открытия риксдага, а также выставляли напоказ в других случаях. После смерти в 1907 году Оскара II практика ношения короны на открытии риксдага прекратилась, после чего корона и скипетр просто выставлялись на подушках по обе стороны от серебряного трона, поверх которого была накинута королевская мантия. Подобные торжественные церемонии существовали до 1974 года.
Старейшими королевскими регалиями являются меч Густава Васы, а также корона, скипетр, скипетр и ключ короля Эрика XIV

## Корона Швеции и другие регалии

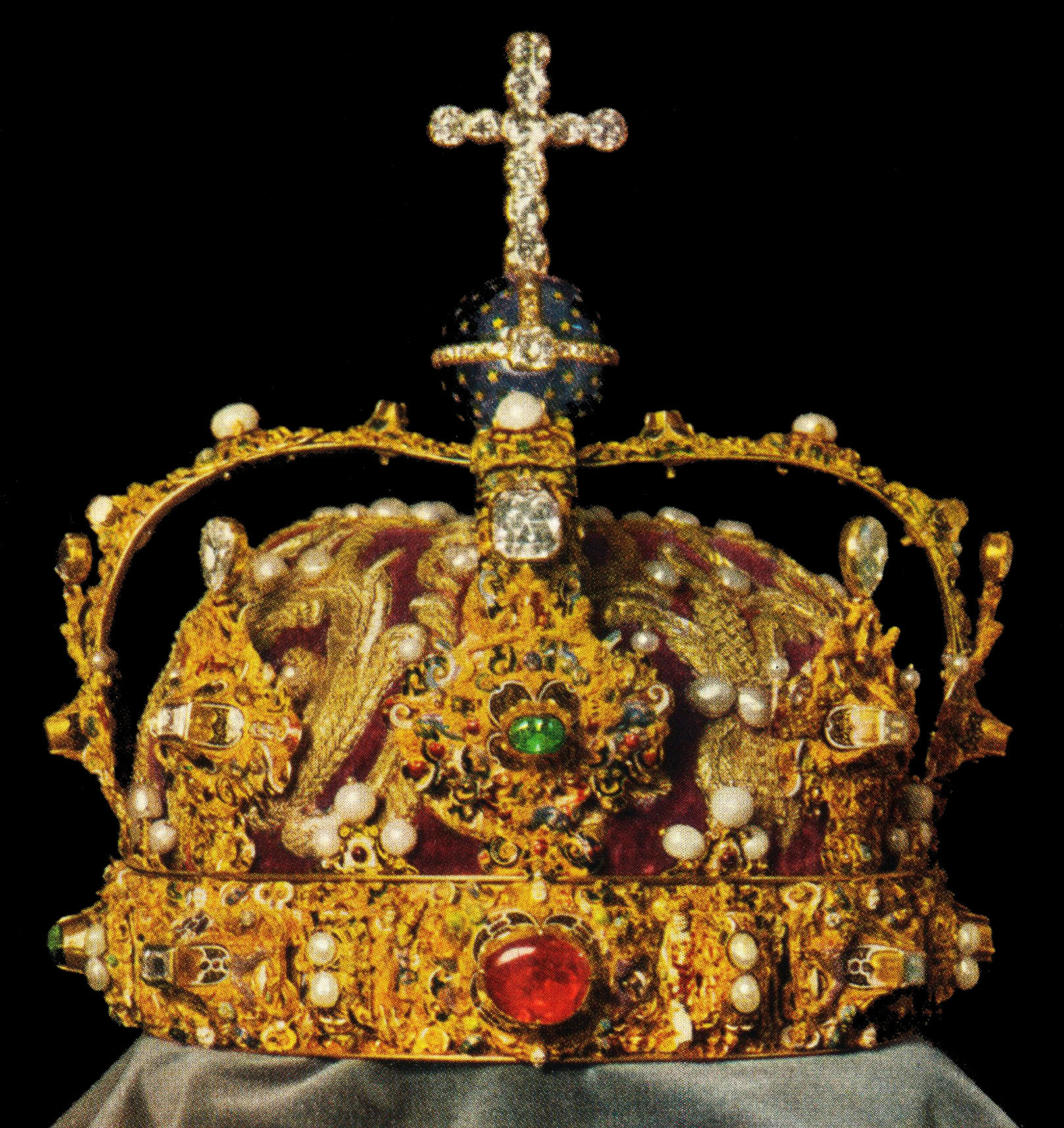
Корона Эрика XIV до восстановления в конце XX века её первоначального внешнего вида XVI века.

Корона Эрика XIV, изготовленная в Стокгольме в 1561 году фламандским ювелиром Корнелиусом вер Вельденом, является типичным примером ювелирного стиля эпохи Возрождения. Первоначально на короне были изображены выполенные зеленой эмалью четыре пары букв «E» and «R», инициалами латинской формы его имени «Ericus Rex», причём каждая пара букв находилась по обе стороны от центральных камней на лицевой, боковых и задних сторонах венца. Когда Эрик XIV был свергнут своим братом Юханом III, то покрыл каждую из этих надписей одинаковыми картушами, каждый из которых был украшен двумя жемчужинами. Шведские короли из Пфальц-Цвейбрюкенской, Гессенской, Гольштейн-Готторпской династий предпочитали использовать вместо короны Эрика XIV корону королевы Кристины; однако династия Бернадотов вновь стала использовать корону Эрика. Однако первоначальный монд и крест наверху короны тогда были заменены новым большим мондом, покрытым синей эмалью с золотой звездой, украшенным бриллиантами и крестом из десяти бриллиантов. Также, первоначальные жемчужины на вершине восьми больших украшений венца бриллиантами, а жемчужные картуши заменили восемью бриллиантовыми розетками и переместили венец на 45°. Именно такую форму имеет корона на портрете Оскара II кисти Оскара Бьорка. В начале XX века эти монд, крест и бриллиантовые розетки были удалены, а корона была воссоздана практически до того вида, который она имела при Юхане III.
Эрик также имел скипетр, державу и ключ, изготовленные для его коронации. Этот ключ встречается только среди шведских королевских регалий (хотя пару золотых и серебряных ключей ранее дарили Папе Римскому на его коронации). Скипетр был изготовлен в 1561 году Гансом Хайдериком из золота, покрыт эмалью и инкрустирован бриллиантами, рубинами и сапфирами, и до сих пор используется в качестве скипетра монарха. Первоначально, верхушку скипетра венчал большой круглый сапфир, окружённый двумя пересекающимися рядами жемчуга. Этот сапфир был утерян при крещении Густава IV Адольфа и в 1780 году заменён нынешним тёмно-синим эмалированным шаром. Держава также сделана из золота и уникальна среди европейских регалий тем, что на ней выгравирована и покрыта эмалью карта Земли в соответствии с данными существовавшими на момент её изготовления. Наверху державы находится шар меньшего размера, покрытый синей эмалью с изображениями звёзд, над которым находится небольшой крест, образованный бриллиантом столовой огранки, окружённым тремя жемчужинами. Держава была изготовлена Корнелиусом вер Вейденом, а гравировка, вероятно, была сделана Францем Бейером в Антверпене в 1568 году. Нынешняя синяя эмаль датируется 1751 годом и заменяет оригинальную чёрную эмаль, сильно повреждённую во время коронации Карла XI.
Рог для помазания был изготовлен в 1606 году в Стокгольме Питером Килимпе для коронации Карла XI и имеет форму бычьего рога, стоящего на подставке. Большой конец закрыт крышкой с цепочкой, а на противоположном конце рога находится маленькая фигурка правосудия, держащая весы. Рог украшен рельефным орнаментом, разноцветной непрозрачной и полупрозрачной эмалью, инкрустирован 10 бриллиантами и 14 рубинами, в том числе 6 карельскими «рубинами» (то есть гранатами).

### Погребальные регалии

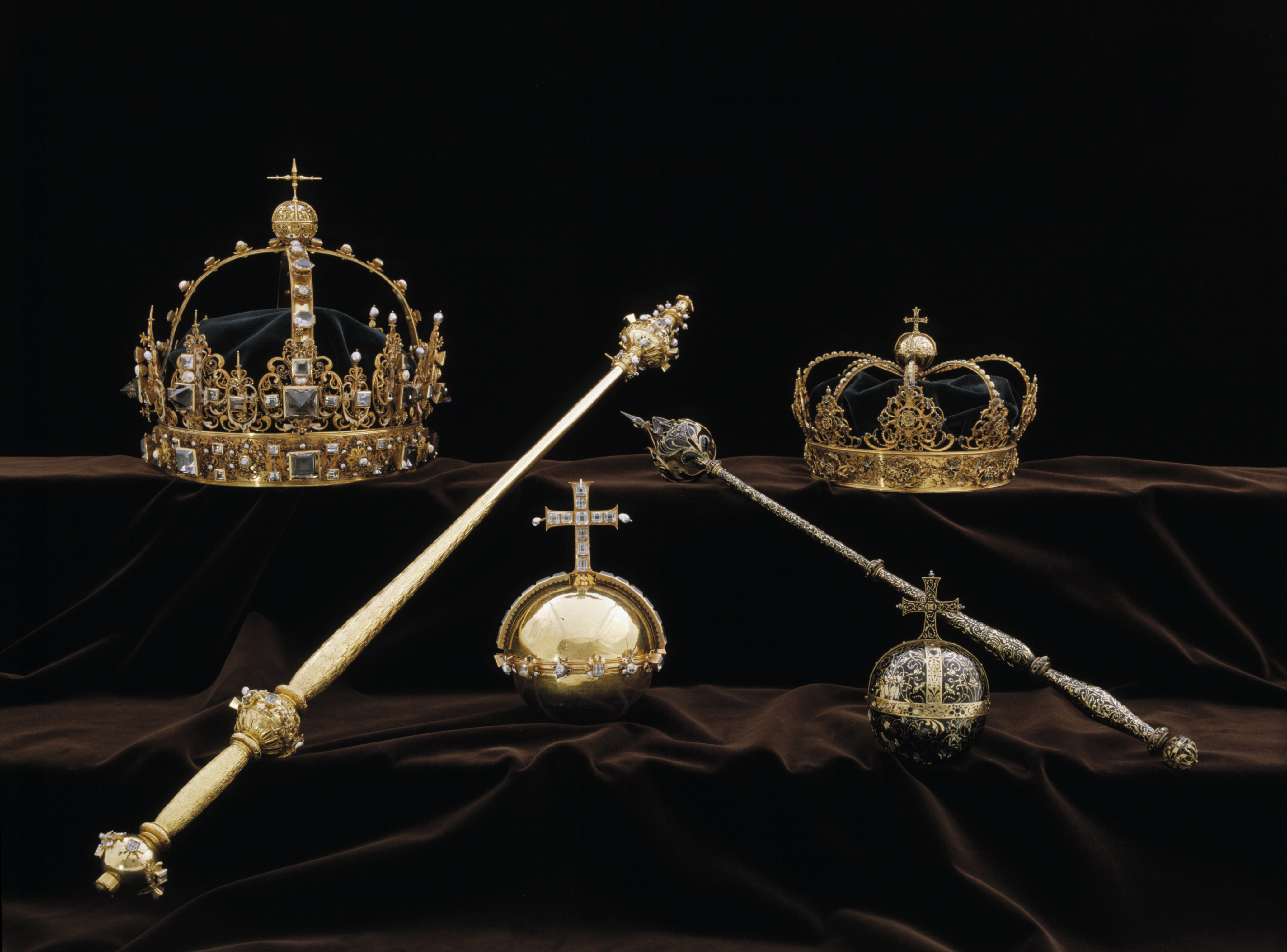
Короны, державы и скипетры в Стренгнесе в 2018

В кафедральном соборе Стренгнеса хранятся погребальные короны, скипетры и державы короля Карла IX и его жены Кристины. Первоначально подобные регалии хоронили вместе с телами, но впоследствии их часто эксгумировали и выставляли на обозрение. 31 июля 2018 года воры похитили короны и одну державу и скрылись на катере. Утерянные регалии были найдены 5 февраля 2019 года в Окерберге, муниципалитет Остерокер.
Погребальные регалии с саркофага Эрика XIV также были украдены в 2013 году из кафедрального собора Вестероса, но вскоре были найдены и теперь выставлены там же в специальной витрине.
В число других погребальных регалий Швеции входят регалии короля Карла X Густава, выставленные в Ливрусткаммарен королевского дворца в Стокгольме, выставленная там же в Сокровищнице погребальная корона королевы Луизы Ульрики (до сих пор используемая для похорон короля или королевы), а корона короля Эрика Святого была ненадолго выставлена в 2014 году в кафедральном соборе Уппсалы.

## Корона королевы Кристины

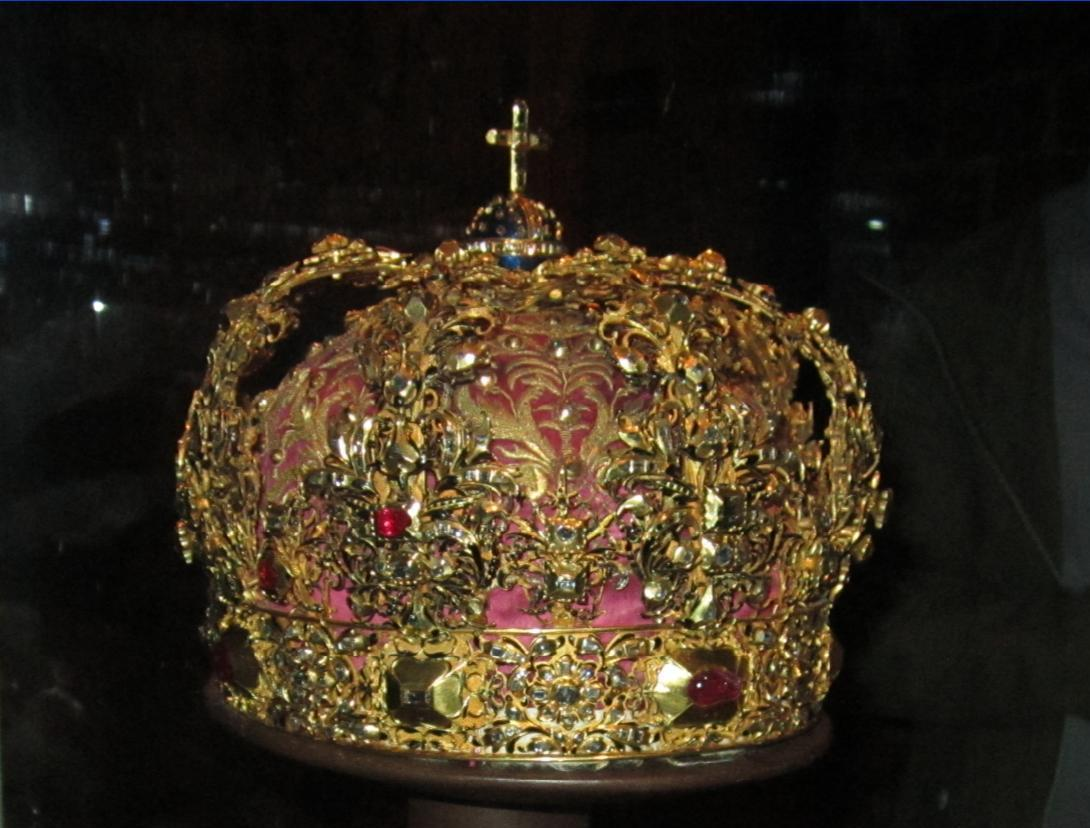
Корона королевы Кристины.

В качестве государственной короны во время своей коронации Кристина Шведская использовала корону, которую её мать, Мария Элеонора Бранденбургская использовала как королева-консорт Густава II Адольфа. Корона была изготовлена в Стокгольме в 1620 году немецким ювелиром Руппрехтом Миллером и первоначально имела две дуги с очень тонким узором в виде листьев из золота с чёрной эмалью и инкрустирована рубинами и бриллиантами (отсылка к цветам герба отца Марии Элеоноры — Иоганна Сигизмунда Брандербургского), с маленьким синим мондом и крестом, инкрустированным бриллиантами. Кристина добавила к короне своей матери ещё две дуги, в дополнение к двум уже имеющимся, а также добавила к ней больше бриллиантов и рубинов, чтобы корона выглядела как корона правящей королевы. Также она добавила изнутри короы шапку из фиолетового атласа, расшитую золотом и украшенную бриллиантами. Венец короны украшен восемью большими рубинами-кабошонами, установленными под каждой из восьми дуг короны, и бриллиантами в виде крупных розеток на свободных местах венца. Корна королевы Кристины была выбрана для демонстрации вместе с другими предметами из числа шведских регалий и предметами из шведских королевских коллекций на выставке 1988-1989 годов Национальной галерее искусств в Вашингтоне, округ Колумбия, и Институте искусств Миннеаполиса, посвящённой основанию в 1638 году шведской колонии в Дэлавере.

## Корона, скипетр и держава королевы-консорта

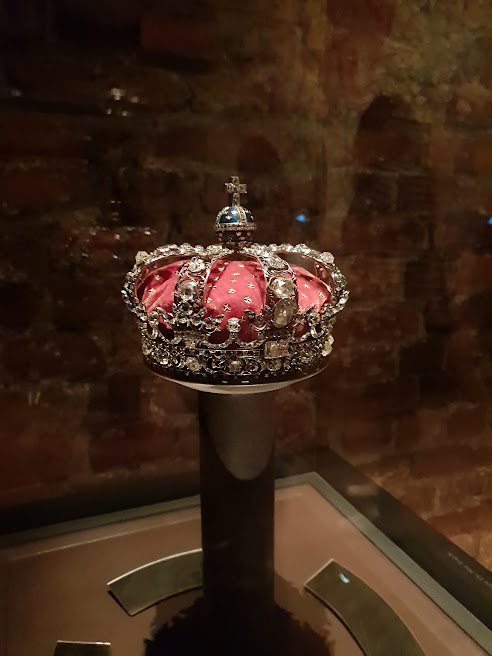
Корона Луизы Ульрики, корона королевы Швеции, выставленная в Королевской сокровищнице Швеции

Корона Луизы Ульрики была изготовленав 1751 году в Стокгольме Андреасом Альмгреном по образцу короны, изготовленной Рондом для Марии Лещинской по случаю её свадьбы с Людовиком XV в 1725 году. Данная корона в свою очередь послужила моделью для короны норвежской королевы. Изготовлена из серебра и полностью украшена бриллиантами. На венце изображены восемь открытых корон с трилистниками вместо зубцов (геральдический символ Швеции), позади которых возвышаются восемь полуарок, загибающихся сверху и поддерживающих синий эмалированный монд и крест, также инкрустированный бриллиантами. Между каждой из этих восьми открытых корон находятся восемь маленьких зубцов, каждый из которых увенчан бриллиантом. Внутри короны находится алая бархатная шапочка, усыпанная серебряными блёстками. Между венцом и передней короной установлены два больших бриллианта, при этом её центральный трилистник заменён большим овальным бриллиантом. Из этой короны Луиза Ульрика вынула 44 бриллианта и заложила их в Берлине для финансирования своей попытки государственного переворота в 1756 году. Эту корону до сих пор используют в официальных церемониях, таких как королевские свадьбы и похороны королев-консортов.
Скипетр и держава, изготовленные для Гуннилы Бельке, жены Юхана III, продолжали использоваться последующими королевами-консортами, хотя данная держава обычно использовалась монархами из Пфальц-Цвейбрюкенской, Гессенской и Гольштейн-Готторпской династий. Представители династии Бернадотов предпочитали использовать державу Эрика XIV. Использование державы королевой-консортом, по-видимому, является оригинальным для Швеции, хотя эта практика была также принята Норвегией, в период её унии со Швецией.

## Корона кронпринца

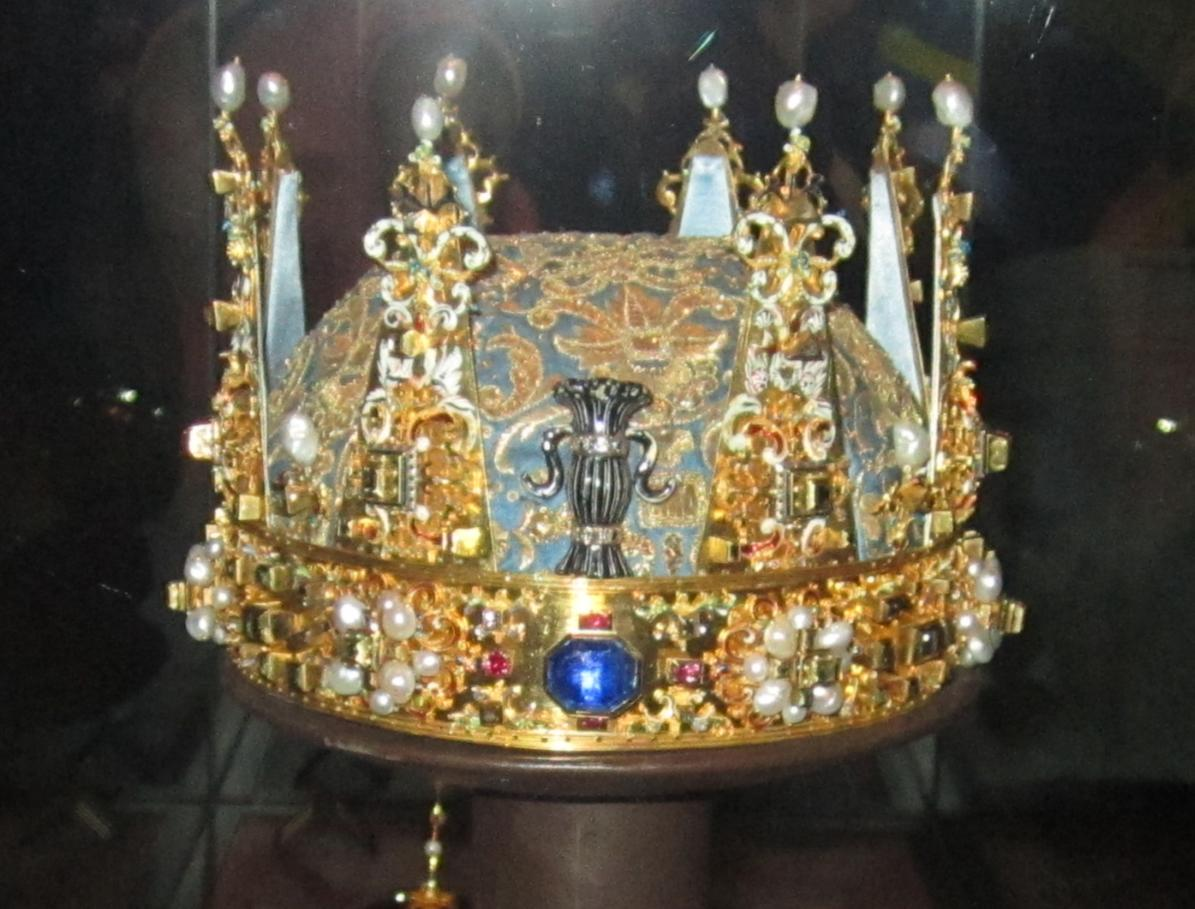
Корона наследного принца

Корона кронпринца была изготовлена для Карла X Густава, чтобы тот носил её на коронации королевы Кристины, в качестве её назначенного наследника. Корона была наспех сделана за две недели из частей короны предыдущей королевы. Имеет форму открытой короны с восемью треугольными лучами или зубцами и сохранилась без изменений, за исключением добавления Густавом III, для его коронации в 1722 году, двух чёрных эмалированных пшеничных снопов, геральдической эмблемы династии Васа: одного между двумя зубцами в передней части, а другой между двумя задними лучами, взамен украшений меньшего размера, всё ещё находящиеся между другими зубцами. Корону наследника, первоначально носившуюся  поверх шапки на горностаевой подкладке, теперь носят с шапкой из голубого атласа, расшитого золотом. Геральдическая корона наследника основана на реальном внешнем виде этой короны и также показывает центральный сноп Васа между четырьмя лучами открытой короны, украшенной драгоценными камнями.

## Короны принцев и принцесс

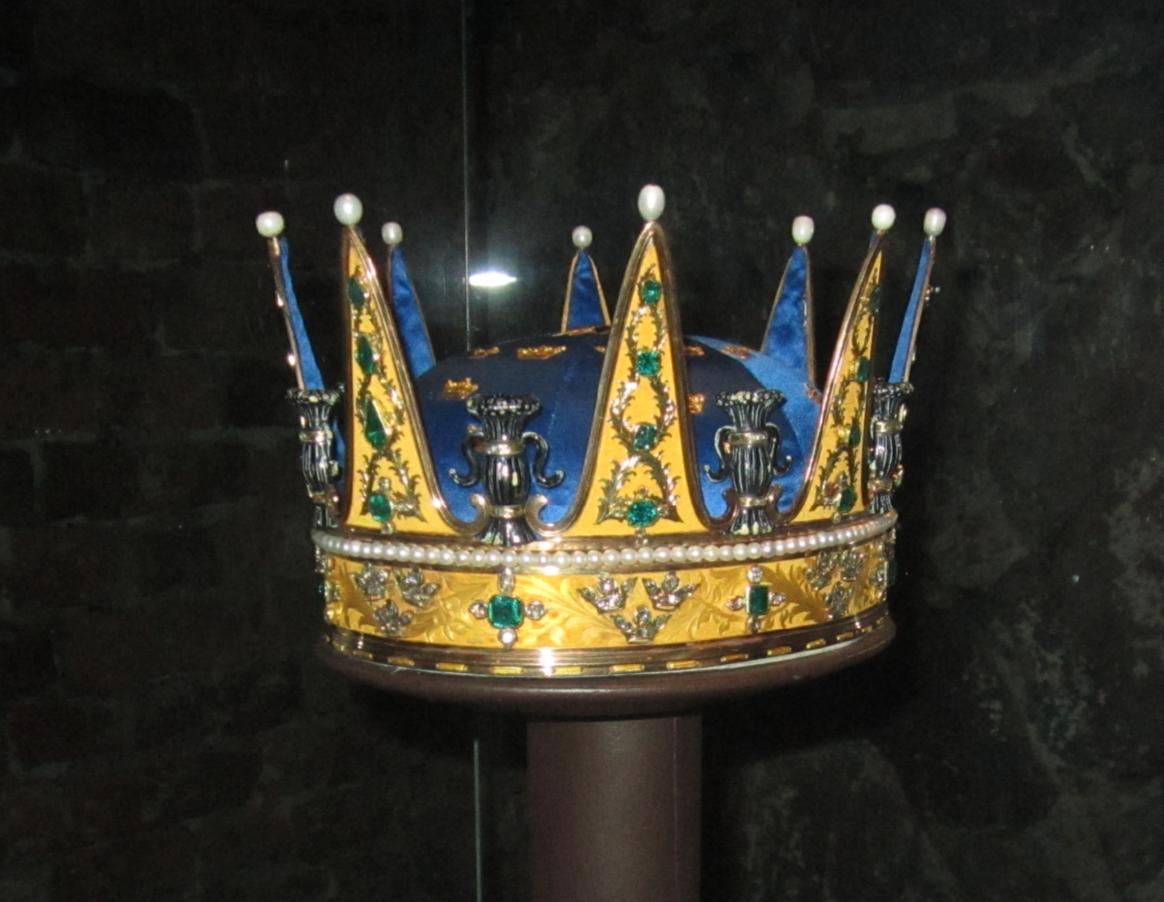
Пример: корона принца Карла

Семь подобных корон, но более простой конструкции, с восемью зубцами и расположенными между ними золотыми снопами меньшего размера были изготовлены в восемнадцатом и девятнадцатом веках для других принцев (т.е. принца Карла (будущего Карла XIII), в 1771; принца Фредрика Адольфа, в 1771; принца Оскара (будущего Оскара III) в 1844; принца Вильгельма, в 1902) и принцесс (т.е. принцессы Софии Альбертины, в 1771; пинцессы Гедвиги Елизаветы Шарлотты, в 1778; принцессы Евгении, в 1860), короны принцесс похожи по дизайну на короны принцев, но меньше по размеру. Эти короны украшены преимущественно бриллиантами, изумрудами и жемчугом. Геральдическая корона герцога (в Швеции всегда сына монарха) или герцогини (всегда дочь монарха или жена герцога) также изображается в виде открытой короны с пятью зубцами, украшеной драгоценными камнями.
Корона принца Вильгельма — самая новая среди корон принцев. Она была изготовлена в 1902 году по случаю объявления совершеннолетия Вильгельма во время церемонии открытия риксдага в 1903 году.
Корона кронпринца и одна из этих корон принцев были выставлены по обе стороны от алтаря в кафедральном соборе Стокгольма во время свадьбы кронпринцессы Виктории и Даниэля Вестлинга 19 июня 2010 года.

## Знаки отличия рыцарских орденов
Помимо королевских регалий, Королевская Сокровищница включает в себя также некоторые украшенные драгоценными камнями знаки отличия шведских королевских рыцарских орденов, особенно ордена Серафимов, ордена Карла XIII, Ордена Васы, ордена Полярной звезды, Ордена Меча.